# Water of Tanar
Water of Tanar är en flod i Grampianbergen i Aberdeenshire i Skottland. Den rinner genom Glen Tanar och ansluter sig till floden Dee vid mynningen av dalgången nära Tower of Ess.